# Avicennia officinalis
Avicennia officinalis (лат.) — вид мангровых деревьев из рода Авиценния. Места произрастания простираются от побережья Южной Азии до Австралии.

## Ботаническое описание
Вечнозелёное мангровое дерево, высотой до 25 метров и 1 метра в диаметре ствола. От ствола отходят длинные горизонтальные корни, от которых ответвляется большое количество вертикальных дыхательных корней. Кора молодых деревьев тонкая, коричнево-серая, у старых — грубая, чёрно-серая.

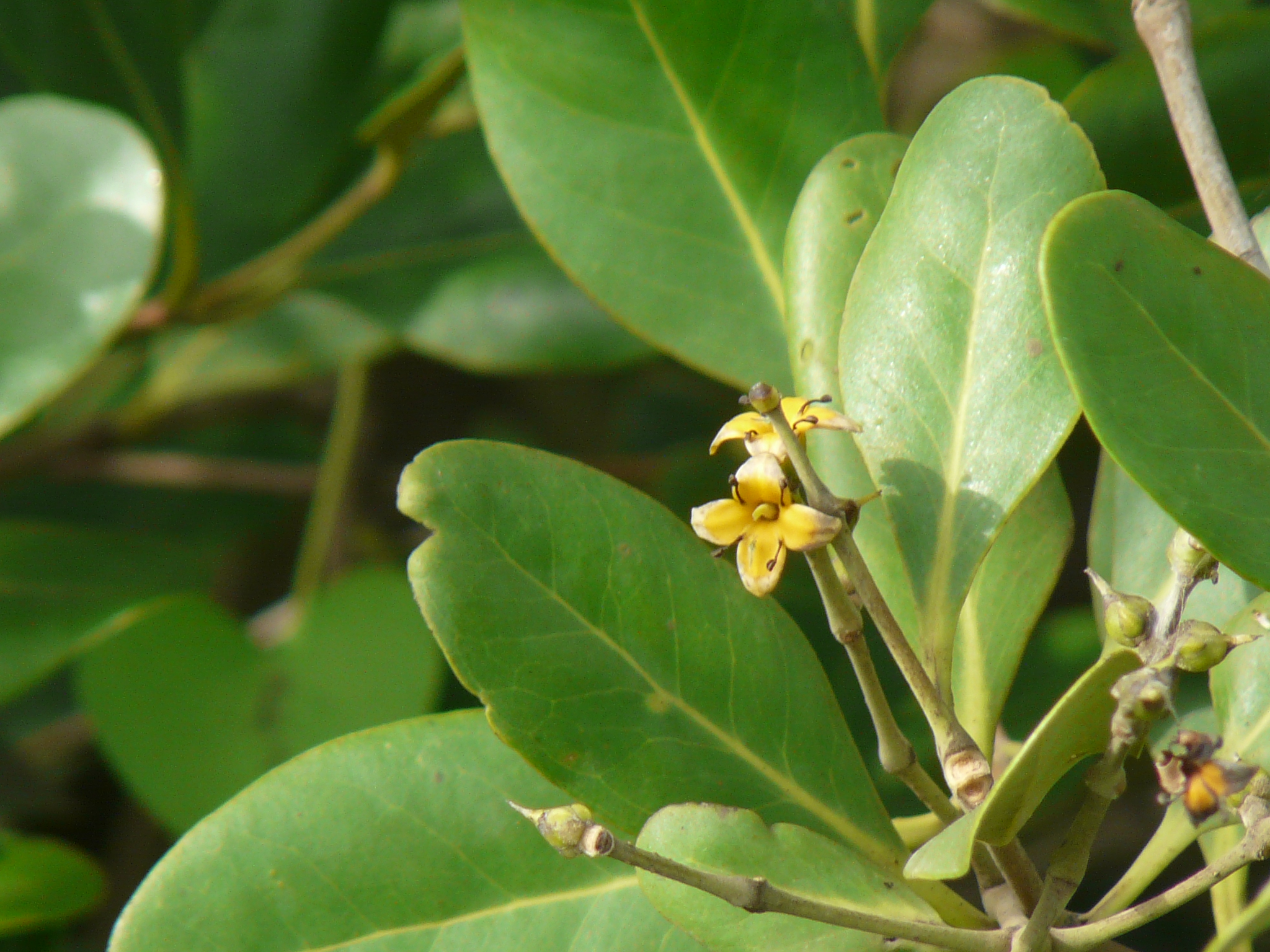
Цветок Avicennia officinalis

Толстые кожистые листья длиной от 4 до 12 см и шириной от 2 до 6 см. Форма листьев от яйцевидной до широкоэллиптической и обратнояйцевидной с закруглённой верхушкой и заострённым или округлым основанием. Края листа слегка загнуты вниз. Верхняя сторона листа ярко-зеленая и голая, нижняя — с мелкими серо-зелёными волосками.
Цветки расположены на концах ветвей в вертикальных, головчатых метёлках, состоящих из 12 отдельных цветков размером около 15 см. Отдельные цветки по форме похожи на цветки Avicennia germinans. Их длина составляет от 7 до 10 мм, а ширина — от 12 до 15 мм, что делает их самыми крупными цветками среди восточных видов рода Avicennia. Цветки без плодоножек и дурно пахнут. Чашечка пятилопастная, по краям волосистая. Венчик несколько зигоморфный, колокольчатый и четырёхлопастный, внутри голый. Первоначально жёлтый или желтовато-коричневый, позже оранжевый. Каждый цветок имеет четыре тычинки длиной 3-4 мм. Завязь коническая, волосистая и четырёхлопастная. Стилодий нитевидный, рыльце вильчатое.
Плод — широкая яйцевидная сплюснутая капсула длиной около 2,5 см. Каждый плод содержит крупное, сплюснутое семя без семенной оболочки.

## Распространение и экология
Ареал вида простирается вдоль побережья южной Индии через Вьетнам, Таиланд, Малайзию и Индонезию до Филиппин, Новой Гвинеи и восточной Австралии. В Новой Гвинее его можно встретить на высоте до 50 метров. Обычно растёт на солоноватом иле на побережьях и болотах во влажных тропических и субтропических районах с количеством осадков от 10 до 45 мм и средней температурой от 20 до 26 °C.

## Систематика
Типовой вид рода Avicennia, но это название часто использовалось и для других видов Avicennia, например, Avicennia marina, а Avicennia officinalis описывалась как Avicennia tomentosa. Карл Линней описал два вида в первом издании Species Plantarum: азиатский вид Avicennia officinalis и американский вид Avicennia germinans. Позже он ошибочно обобщил оба вида как Avicennia officinalis.

## Использование
Древесина используется для изготовления лодок, хижин и причалов, а также мебели. Корень и кора могут использоваться для окрашивания.